# A Year and a Half in the Life of Metallica
A Year and a Half in the Life of Metallica és un documental en dues parts sobre el procés de creació de l'àlbum Metallica i de la gira posterior. Fou produït per Juliana Roberts i dirigit per Adam Dubin. Fou llançat en un pack de doble VHS, i posteriorment en un DVD però només per la regió 1.

## Contingut
Part 1
El vídeo té una durada de 90 minuts i mostra com Metallica i el seu productor Bob Rock van treballar conjuntament per a producció de l'àlbum Metallica. També inclou un com-s'ha-fet del videoclip «Enter Sandman» i una audició per a seguidors convidats a escoltar tot el disc complet.
El vídeo presenta tres dels videoclips que van realitzar per aquest treball:
- «Enter Sandman»
- «The Unforgiven»
- «Nothing Else Matters»

Part 2
La segona part té una duració de aproximada de dues hores i mitja i segueix a Metallica a l'inici de la gira Wherever We May Roam Tour per Europa i després a la gira Guns N' Roses/Metallica Stadium Tour de l'any 1992. S'hi poden veure actuacions a Donington (17 d'agost de 1991), als MTV Video Music Awards (5 de setembre), Moscou (28 de setembre), Day on the Green d'Oakland (12 d'octubre), Concert d'homenatge a Freddie Mercury (20 d'abril de 1992) i a Phoenix (25 d'agost).
A banda del documental també hi ha dos videoclips:
- «Wherever I May Roam»
- «Sad but True»